# Paolo Negro
‎
Paolo Negro, italijanski nogometaš, * 16. april 1972, Arzignano, Italija.
Negro je trenutno trener Zagarola. V svoji dolgi igralski karieri je Negro nastopal za Brescio, Bologno in S.S. Lazio, za katerega je igral med letoma 1993 in 2005. Leta 1994 je na tekmi s Hrvaško debitiral v dresu Italije. Za azzurre je nastopil osemkrat, bil pa je tudi udeleženec Evropskega prvenstva v nogometu leta 2000.